# ویسنته ایتورات
ویسنته ایتورات (اسپانیایی: Vicente Iturat‎; ۲۲ اوت ۱۹۲۸ – ۱۷ اوت ۲۰۱۷) دوچرخه‌سوار اهل اسپانیا بود. وی در مسابقات تور دو فرانس و جیرو دیتالیا شرکت کرده است.